# Badmintonska Zveza Slovenije
Der Badmintonska Zveza Slovenije (dt. Badmintonverband Sloweniens) ist die oberste nationale administrative Organisation in der Sportart Badminton in Slowenien.

## Geschichte
Badminton wurde erstmals 1955 in Slowenien gespielt. Vorreiter waren Aktive aus Trnovo und Vevče in Ljubljana. In Trnovo begannen 1955 die Leichtathleten mit dem Spiel, unter anderem Danče Pohar, Janez Pohar, Tomaž Pavčič und Vida Leskovar. Sie gründeten später den mittlerweile ältesten Badminton-Klub Sloweniens, BK Olimpija Ljubljana. Der erste Verein war jedoch der von Leander Bleiweis gegründete Klub von ŠD Papirničar in Vevče. Am 16. Februar 1957 wurde Ausschuss für Badminton beim Tennisverband Sloweniens ins Leben gerufen (Odbor za badminton pri Teniški zvezi Slovenije), welcher am 10. Juni zum Ausschuss für Badminton Sloweniens umfirmiert wurde. Am 11. November 1964 wurde der Ausschuss in Badmintonska Zveza Slovenije umbenannt. Erster Präsident wurde Leander Bleiweis. Der Verband war die einzige überregionale Badminton-Organisation in Jugoslawien. Der Verband wurde im Oktober 1965 Mitglied im Weltverband BWF und am 20. April 1968 Mitglied der European Badminton Union.

## Bedeutende Veranstaltungen, Turniere und Ligen
- Slovenian International
- Slovenia Future Series
- Slovenian Juniors
- Einzelmeisterschaften
- Mannschaftsmeisterschaft
- Juniorenmeisterschaft

## Bedeutende Persönlichkeiten
- Andrej Pohar, Präsident
- Matevž Šrekl, Generalsekretär